# Замок из песка
«Замок из песка» (англ. Sand Castle) — американская военная драма 2017 года режиссера Фернандо Коимбры. В фильме снимались: Николас Холт, Генри Кэвилл, Логан Маршалл-Грин, Томми Фланаган, Глен Пауэлл и Нил Браун-младший.

## Сюжет
В центре сюжета фильма — Мэтт Окр, молодой солдат армии США, которому поручено восстанавливать водоснабжение в деревне в Ираке. Фильм основан на реальных событиях и опыте сценариста фильма Ресснера во время войны в Ираке. Выпущен 21 апреля 2017 года на Netflix.

## В ролях
- Николас Холт — рядовой Мэтт Окр[1]
- Логан Маршалл-Грин — старший сержант Харпер, лидер взвода[2]
- Генри Кавилл — капитан Сайверсон[3],офицер спецназа, проводящий операцию в деревне Бакуба.
- Томми Фланаган — сержант-майор МакГрегор[4]
- Глен Пауэлл — сержант Дилан Чацки[5]
- Бо Кнапп[6] — сержант Бертон
- Нил Браун-младший — капрал Энцо[7]
- Сэм Спруэлл — старший лейтенант Энтони
- Навид Негахбан — Кадир
- Набиль Элуахаби.

## Производство
Сценарий Криса Ресснера «Замок из песка», основанный на его опыте пулеметчика в Суннитском треугольнике Ирака, появился среди неопубликованных сценариев « Черного списка» 2012 года. 13 марта 2014 года было объявлено, что Николас Холт возглавит актерский состав военной драмы об Ираке, в роли Мэтта Окра, молодого пулеметчика. Продюсировать фильм будет Марк Гордон через The Mark Gordon Company, купившую сценарий. Коммерческий директор Себ Эдвардс был нанят, чтобы снять фильм, посвященный сержанту Харперу, командиру взвода, и одному из его солдат, Окру. 9 мая 2014 года компания uMedia присоединилась к финансированию фильма и его международному прокату. Тоби Кеббелл был выбран на роль сержанта Харпера.
8 октября 2015 года к фильму присоединились Люк Эванс и Генри Кавилл: Эванс должен был сыграть сержанта Харпера, а Кавилл — капитана Сайверсона из спецназа, который руководит операцией в деревне Бакуба. Фернандо Коимбра, режиссер фильма «Волк у двери», теперь должен был поставить фильм. Компания Voltage Pictures взяла на себя международный прокат. 9 октября 2015 года Бо Кнапп присоединился к фильму, чтобы сыграть сержанта, который должен ремонтировать сломанную систему водоснабжения в деревне. 14 октября 2015 года Глен Пауэлл получил роль сержанта Фалви. 26 октября 2015 года The Hollywood Reporter подтвердил, что Логан Маршалл-Грин заменил Эванса в роли сержанта Харпера, командира взвода. 29 октября 2015 года к фильму присоединился Нил Браун-младший, исполнивший роль Энцо. Томми Флэнаган снялся в фильме в роли сержанта МакГрегора.
Съемки фильма начались 2 ноября 2015 года.

## Релиз
В мае 2016 года Netflix приобрела права на распространение фильма. Фильм вышел 21 апреля 2017 года.

## Отзывы
На Rotten Tomatoes у фильма рейтинг 47 % на основе 17 обзоров, средний рейтинг 5,2/10. На Metacritic средневзвешенная оценка составляет 45 из 100 на основе 7 рецензий, что свидетельствует о «смешанных отзывах».